# 基德韋利
基德韋利（英語：Kidwelly）是位於英國威爾斯卡馬森郡的一座城鎮。據2001年人口普查，基德韋利有人口3,289人。基德韋利的歷史可以追溯至9世紀，是基德韋利城堡的所在地。

## 外部連結
- Kidwelly Town Council（页面存档备份，存于） - Includes Visitors` Guide
- Kidwelly Castle Official Website
- Kidwelly Industrial Museum Official site
- Aerial photograph of Kidwelly[永久]
- www.geograph.co.uk : photos of Kidwelly and surrounding area（页面存档备份，存于）
- History of Kidwelly with photos（页面存档备份，存于）